# Toddrick Gotcher
Toddrick Gotcher, né le 14 mars 1993 à Garland au Texas, est un joueur de basket-ball américain. Il évolue au poste d'arrière.